# Baptistenkapelle Moorhusen

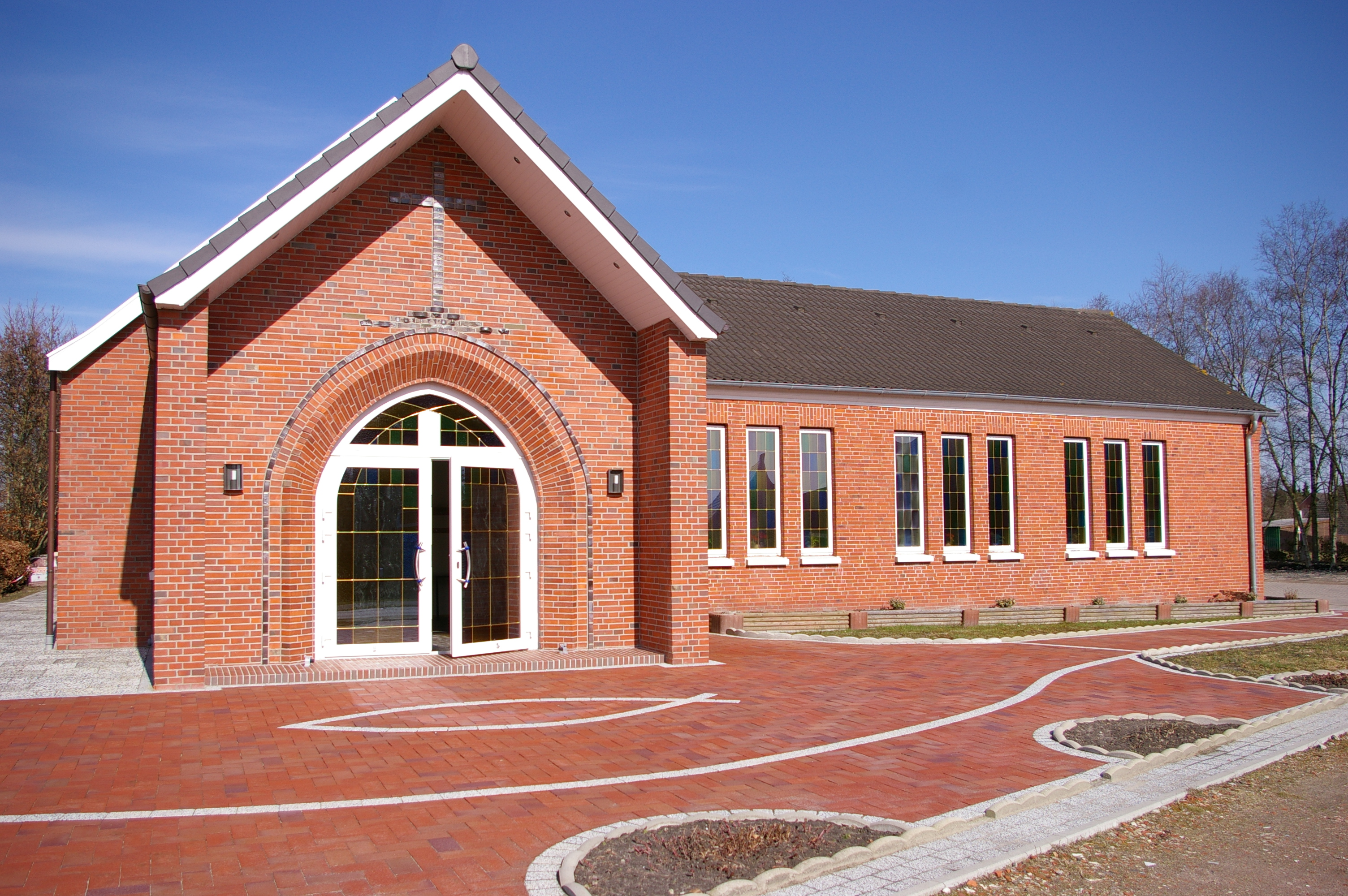
Baptistenkapelle Moorhusen nach dem Umbau 2008–2010

Die Baptistenkapelle Moorhusen steht in dem gleichnamigen Ortsteil der ostfriesischen Gemeinde Südbrookmerland. Sie wurde um 1900 errichtet und seither mehrfach umgebaut und erweitert.

## Geschichte

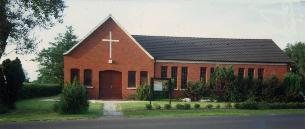
Baptistenkapelle Moorhusen nach dem Umbau von 1964

Ausgangspunkte der baptistischen Gemeindegründungen in Ostfriesland waren die Baptistengemeinden Jever (gegründet 1840) und Ihren (gegründet 1846). Johann Gerhard Oncken, der als Begründer der kontinentaleuropäischen Baptisten gilt, betraute den Buchbinder Anton Friedrich Remmers sowie den ehemaligen Volksschullehrer Johann Ludwig Hinrichs, mit der Missionsarbeit im Oldenburgischen und in Ostfriesland, die in Anbindung an die beiden genannten Gemeinden geschehen sollte. In seinen Reisenotizen berichtet Remmers, dass er ab 1845 im Brookmerland evangelisierend unterwegs war. Er predigte nach diesen Aufzeichnungen von Jever kommend in Aurich, Rechtsupweg und Marienhafe. Bereits 1849 wurden in Upgant-Schott regelmäßige Versammlungen abgehalten. Auch in Moorhusen fand die junge baptistische Bewegung Anhänger. Bereits Anfang Januar 1851 wurde eine Scheune in ein Bethaus umgewandelt. Diese Versammlungsstätte scheint im Jahre 1900 nicht mehr den Ansprüchen genügt zu haben, so dass ein Neubau beschlossen wurde, zu dem keine schriftlichen Überlieferungen mehr vorliegen. Erhalten geblieben ist ein Protokoll der Mitgliederversammlung vom 25. Februar 1900. Darin heißt es: „Es wurde von sämtlichen Mitgliedern der Wunsch geäußert, für die sonntäglichen Gottesdienste aus mehreren Gründen einen Raum zu bekommen. Dieser Wunsch wurde von Habbo Wilts entgegengenommen, denselben in diesem Frühjahr auszuführen. Natürlich wurde dieses mit Freuden angenommen mit dem Versprechen, ihn zu diesem Zwecke nach Kräften und mit dankbarem und willigem Herzen zu unterstützen. Ferner wurde beschlossen, die Kosten der erforderlichen Gegenstände für den Saal, wie Katheder, Bänke und dergleichen gemeinschaftlich zu tragen und per Kollekte zu bestreiten. Bruder Roolf Ennenga, Rechtsupweg, schenkt einen Teil Holz zu den Bänken, die Arbeit derselben übernimmt Br. Sieger Janshen aus Greetsiel in Accord, per Stück 3 Mark.“ Der Bau der Kapelle wurde noch im selben Jahr abgeschlossen. Der vordere Bereich wurde als Gotteshaus genutzt, im hinteren Teil befanden sich eine Predigerwohnung und kleine Stallungen. 
Im Jahre 1908 wurde Moorhusen dann eine selbstständige Gemeinde mit 69 Mitgliedern. 1936 wurden die Räumlichkeiten zu klein, so dass ein Predigerhaus an die Kapelle angebaut wurde und die frei werdenden Räume der alten Wohnung als Gemeinderäume genutzt werden konnten. 1964 wurde die Kapelle erneut in größerem Umfang umgebaut. Dabei wurde der heute noch genutzte Gottesdienstraum an das Gebäude angebaut. In den Jahren 1973/74 statt wurde dem Predigerwohnhaus ein Stück vorgebaut. Die bislang letzten Baumaßnahmen fanden in den Jahren 2008 bis 2010 statt.

## Baubeschreibung der heutigen Kapelle

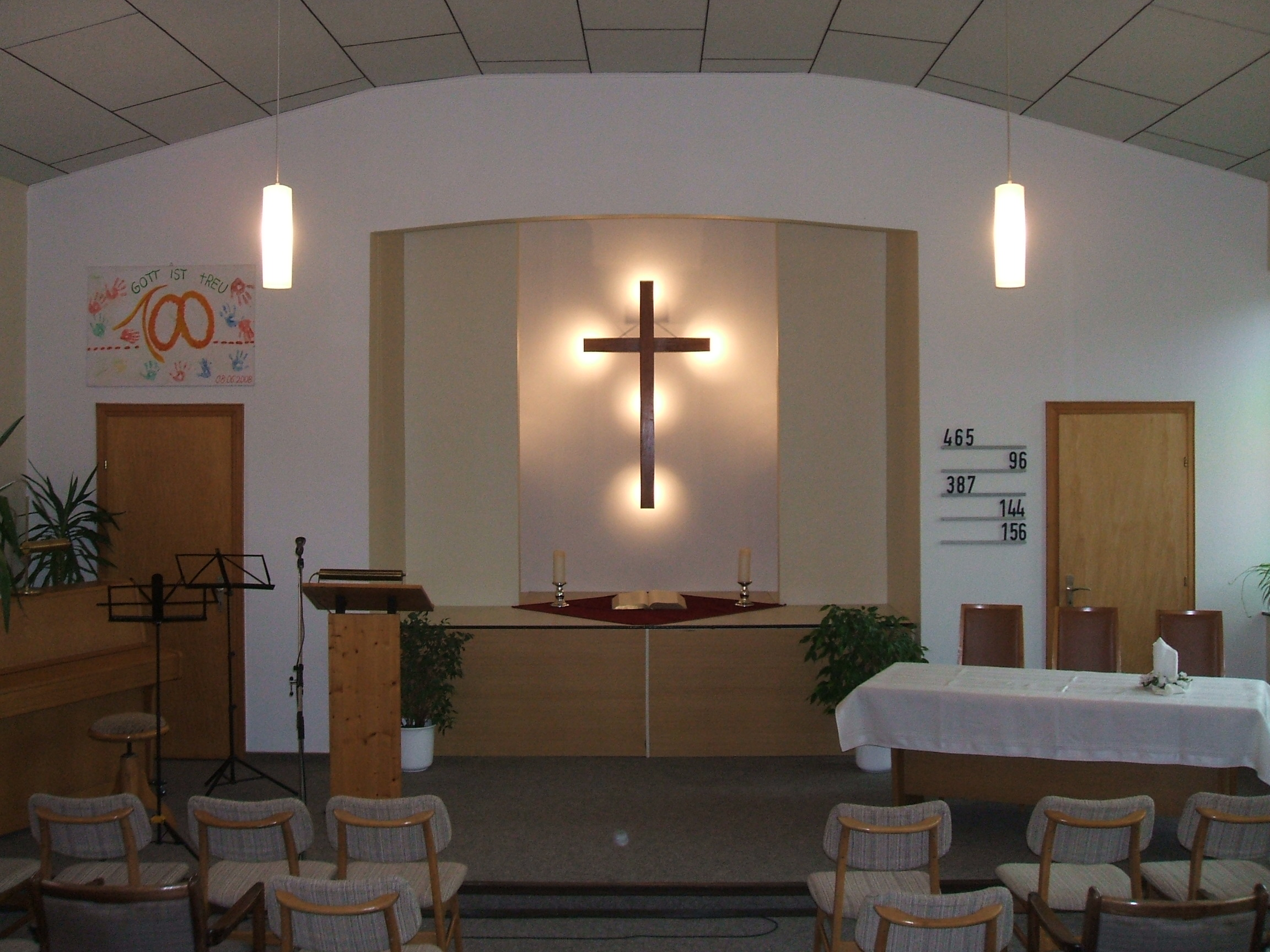
Gottesdienstraum

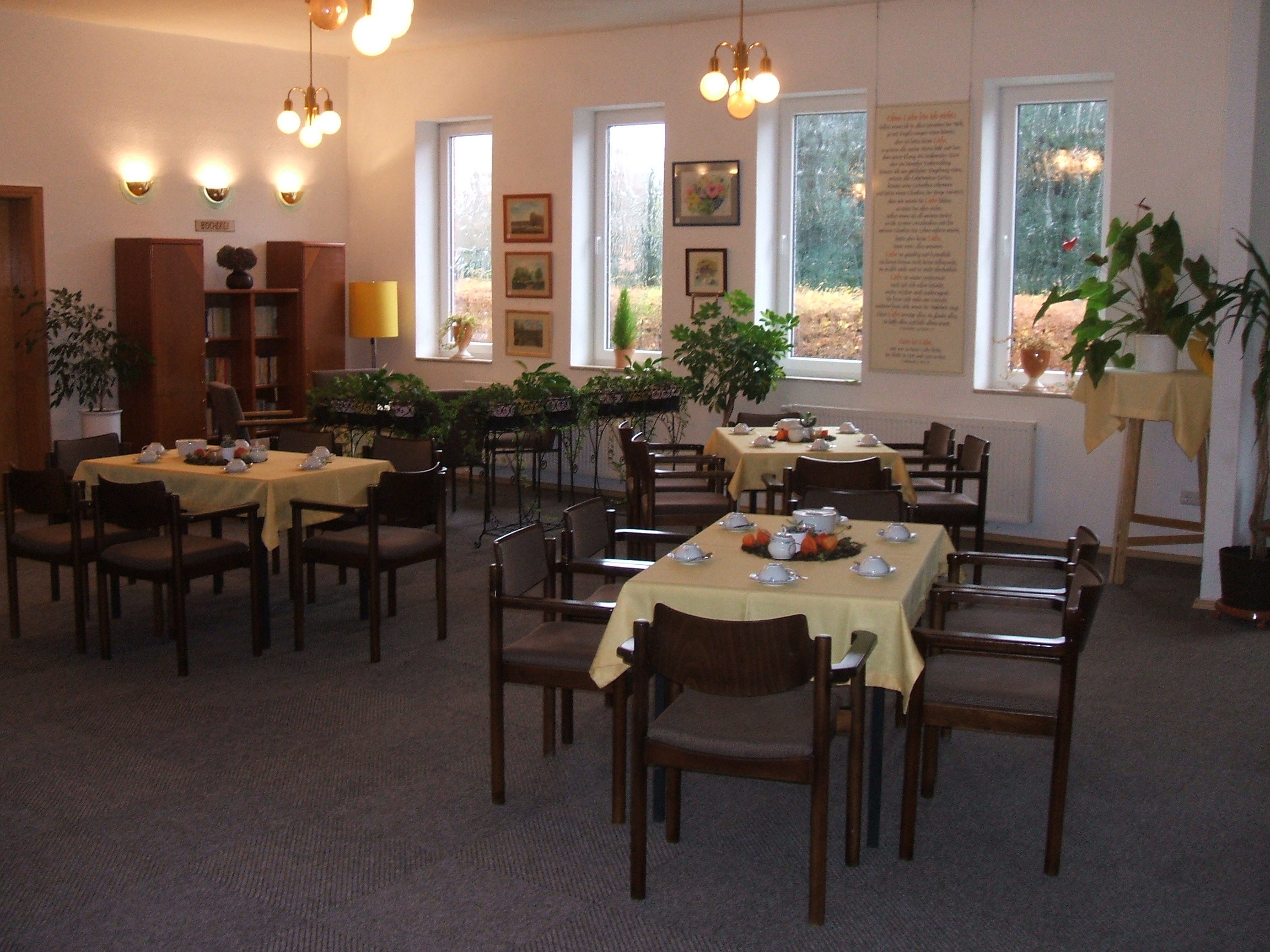
Foyer

Der ursprüngliche Kirchbau ist vollständig umbaut, so dass er von außen nicht mehr zu erkennen ist. Betritt man die Kapelle durch den zum Rüskeweg hin ausgerichteten Haupteingang, so befindet man sich zunächst in einem Vorraum, in dem sich – durchaus typisch für ein baptistisches Gemeindezentrum – der Büchertisch und die mit den Namen der Gemeindemitglieder versehenen Postfächer befinden. 
Eine Tür zur Rechten führt in den Gottesdienstraum. Die Kirchenbänke wurden nach den letzten Umbaumaßnahmen entfernt und durch eine Bestuhlung ersetzt. Der Blick fällt auf den schlichten Abendmahlstisch, hinter dem sich drei Stühle befinden. Die Kanzel steht zur Linken des Abendmahlstisches; auf der rechten Seite befindet sich das elektronische Orgelinstrument, mit dem der gottesdienstliche Gesang begleitet wird. Unter dem Holzkreuz, das Kanzel, Tisch und Orgel optisch überragt, befindet sich das Baptisterium. Rechts und links neben dem Baptisterium liegen die Umkleidekabinen der Täuflinge. Neun bunte Kirchenfenster, die als drei Dreiergruppen auf der rechten Seite des Gottesdienstraumes angeordnet sind, sorgen für den notwendigen Lichteinfall. 
Vom Vorraum führt eine weitere Tür in die Cafeteria des Gemeindezentrums, die auf relativ einfache Weise bei Bedarf dem Gottesdienstraum zugeschaltet werden kann. Sie ist auch über einen eigenen Eingangsbereich vom Parkplatz der Gemeinde aus zu betreten. Im hinteren Bereich des Gebäudes befinden sich die Gruppenräume sowie die Küche und die Sanitäranlagen der Baptistenkapelle. Die ehemalige Pastorenwohnung, die über einen eigenen Zugang verfügt, beherbergt heute ein Büro, das Diakoniewerk der Gemeinde, ein Sitzungszimmer sowie eine Gästewohnung.